# Martinet rogenc
El martinet rogenc  (Egretta rufescens) és una espècie d'ocell de la família dels ardèids (Ardeidae).

## Hàbitat i distribució
Viu a manglars, aiguamolls i platges del sud d'Amèrica del Nord, les Antilles i Amèrica Central. A la llarga de la costa del Pacífic, des de Baixa Califòrnia, cap al sud fins a Panamà. A la costa de Florida, illes Bahames, Cuba i la Hispaniola. A la llarga de la costa de Texas, fins a la Península de Yucatán. Nord de Colòmbia.